# Верноле
Верноле (итал. Vernole) је насеље у Италији у округу Лече, региону Апулија.
Према процени из 2011. у насељу је живело 2813 становника. Насеље се налази на надморској висини од 36 м.

## Становништво
| 1936. | 1951. | 1961. | 1971. | 1981. | 1991. | 2001. | 2011. |
| ----- | ----- | ----- | ----- | ----- | ----- | ----- | ----- |
| 5.281 | 6.063 | 6.481 | 6.982 | 7.693 | 7.792 | 7.592 | 7.296 |